# Кырстя, Сорана
Сора́на-Михаэ́ла Кы́рстя (рум. Sorana-Mihaela Cîrstea; род. 7 апреля 1990, Бухарест) — румынская теннисистка. Победительница восьми турниров WTA (два — в одиночном разряде).
Финалистка одного юниорского турнира Большого шлема в парном разряде (Открытый чемпионат Франции-2007); победительница парного турнира Orange Bowl-2006; бывшая первая ракетка мира в возрастной группе до 14 лет; бывшая шестая ракетка мира в юниорском рейтинге ITF.

## Биография
Одна из двух детей Лилианы и Михая Кырсти; её брата зовут Михни. Кырстя впервые взяла ракетку в руки в четыре года.

### Юниорские годы
В 2003-м году, вскоре после обретения статуса первой ракетки мира в возрастной группе до 14 лет, Кырстя дебютировала в соревнованиях старших юниоров. В 2004-м году, уже на своём четвёртом соревновании в этой возрастной группе, дошла до финала турнира категории G3 в Швеции, где уступила Каролине Возняцки. В дальнейшем Кырстя пересекалась на юниорских соревнованиях с датчанкой ещё трижды и дважды побеждала. По ходу сезона дошла до нескольких финалов на второстепенных соревнованиях юниорского тура ITF, самым крупным из которых стал выход в решающий матч на соревновании G1 в немецком Эссене. В эти же сроки Кырстя начала играть в парных соревнованиях. В начале декабря в паре с соотечественницей Михаэлой Бузарнеску выиграла турнир G1 в Брейдентонской академии Ника Боллеттьери. Чуть позже та же пара вышла в четвертьфинал на Orange Bowl.
Результаты прошлого года позволили в январе дебютировать на юниорских турнирах Большого шлема. Ближе к лету Кырстя периодически появлялась на решающих стадиях крупных турниров. Первый крупный успех вновь пришёлся на Эссен — Кырстя победилаждает в Германии. На финише сезона дошла до финала двух турниров G1 в Новом Свете Основные парные успехи вновь пришлись на конец сезона: был достигнут финал в Брейдентоне., вновь добыт четвертьфинал на Orange Bowl и завоёван полуфинал на турнире G1 в Мексике.
В 2006-м удачная серия была продолжена на турнире G1 в Мельбурне, где румынка вновь сыграла в финале. Несколько финалов на турнирах высших категорий позволили держаться в верхней части рейтинга. 26 июня Кырстя достигалесвоего высшего положения в этом зачёте, став 6-й ракеткой мира. В паре дошла до двух полуфиналов на европейских турнирах Большого шлема, завоевала два титула соревнованиях GA: в Италии
и на Orange Bowl. В 2007-м Кырстя играет только Открытый чемпионат Франции, после чего полностью сосредотачилась на взрослых турнирах. Юниорская карьера закончилась единственным в карьере финалом парного турнира Большого шлема, где дуэт Кырстя / Глатч уступил паре Милевская / У. Радваньская.

### Взрослая карьера
В 2004 году на соревнованиях в Тимишоаре обыграла 382-ю ракетку мира Ану Йованович, затем выиграла два парных титула. На следующий год Кырстя победила на соревнованиях в Порту-Санту. В паре были добыты ещё два титула. В 2006 году в финале квалификации турнира WTA в Стокгольме обыграла 126-я ракетку мира А. Радваньскую. Несколько неплохих результатов на 25-тысячниках до конца года позволили Кырсте совершить рывок в 363 позиции в рейтинге и впервые попасть в число 350 сильнейших одиночниц мира. В паре в этот год была добыта ещё пара турниров.
Сезон-2007 Кырстя начала на зимней серии турниров в Северной Америке. В Европе прошла квалификацию на соревновании WTA в Будапеште и дошла до финала, где проиграла Жиселе Дулко, благодаря этому впервые вошла в Top200. Кырстя стала первой румынкой, которая играла в финале турнира WTA со времен Руксандры Драгомир в 2000 году. В июне дебютировала в квалификации турнира Большого шлема — на Уимблдоне. В сентябре прошла отбор на турнире в Бали и дошла до полуфинала, попутно обыграв 13-ю ракетку мира Патти Шнидер. Закончила год 106-й в одиночном рейтинге. В паре были завоёваны ещё два титула.
2008

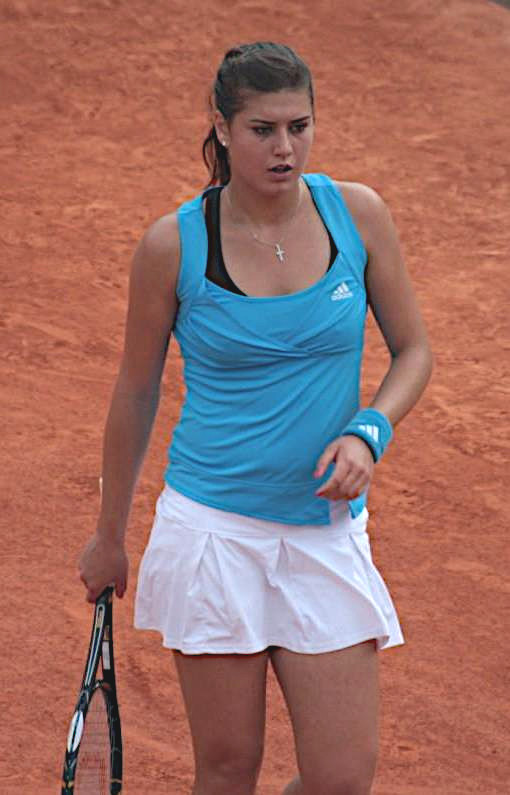
Сорана в 2009 году

Успехи прошлого года позволили напрямую отобраться в одиночную сетку Открытого чемпионата Австралии. К началу июньского травяного сезона Кырстя достигла на 66-й строчки одиночного рейтинга. Июльский финал на 100-тысячнике в итальянском Кунео позволил стать 53-й. Играла на Олимпиаде. Благодаря финалу на грунтовом 100-тысячнике в Афинах, последовавшему за этим вскоре первым титулом на соревнованиях WTA (в Ташкенте) и полуфиналу на завершавшем год соревновании в Люксембурге Кырстя поднялась на 37-ю строчку одиночной классификации. В паре уже на втором турнире сезона (в марокканском Фесе) выиграла свой первый титул WTA. В финале дуэт Кырстя / Павлюченкова переиграл пару Клейбанова / Макарова. Позже Кырстя вышла в третий круг на Ролан Гаррос и в финал в Нью-Хэйвене. Осенью был выигран 100-тысячник в Афинах и взят второй титул WTA — в Люксембурге (причём в полуфинале обыграна пара Медина Гарригес / Руано Паскуаль). Благодаря этим успехом в парном рейтинге Кырстя совершает рывок более чем в 150 позиций и закончила год 46-й.
2009

Год начался с серии из 6 поражений подряд. На грунте дошла до полуфинала турнира в Марбелье. Позже — до четвертьфинала турнира в Оэйраше. В мае — на Открытом чемпионате Франции вышла в четвертьфинал, где проиграла Стосур. На Уимблдоне дошла до третьего круга, где проиграла Виктории Азаренко. В августе достигла 24-й строчки одиночного рейтинга после того, как дошла до полуфинала турнира премьер-категории в Лос-Анджелесе (были обыграны Каролина Возняцки, Сабина Лисицки и Агнешка Радваньская). В начале сентября вышла в третий круг на Открытом чемпионате США, после чего у румынки наступает резкий спад формы — до конца года в одиночных турнирах она не выиграла ни матча. В паре весной дважды играла в финалах грунтовых турниров WTA — в Барселоне и Фесе. Позже играла в полуфинале турнира в Станфорде и вышла в третий круг на Открытом чемпионате США (по ходу была обыграна сильная пара Азаренко / Звонарёва). В рейтинге почти удержаны прошлогодние позиции.
2010-2011

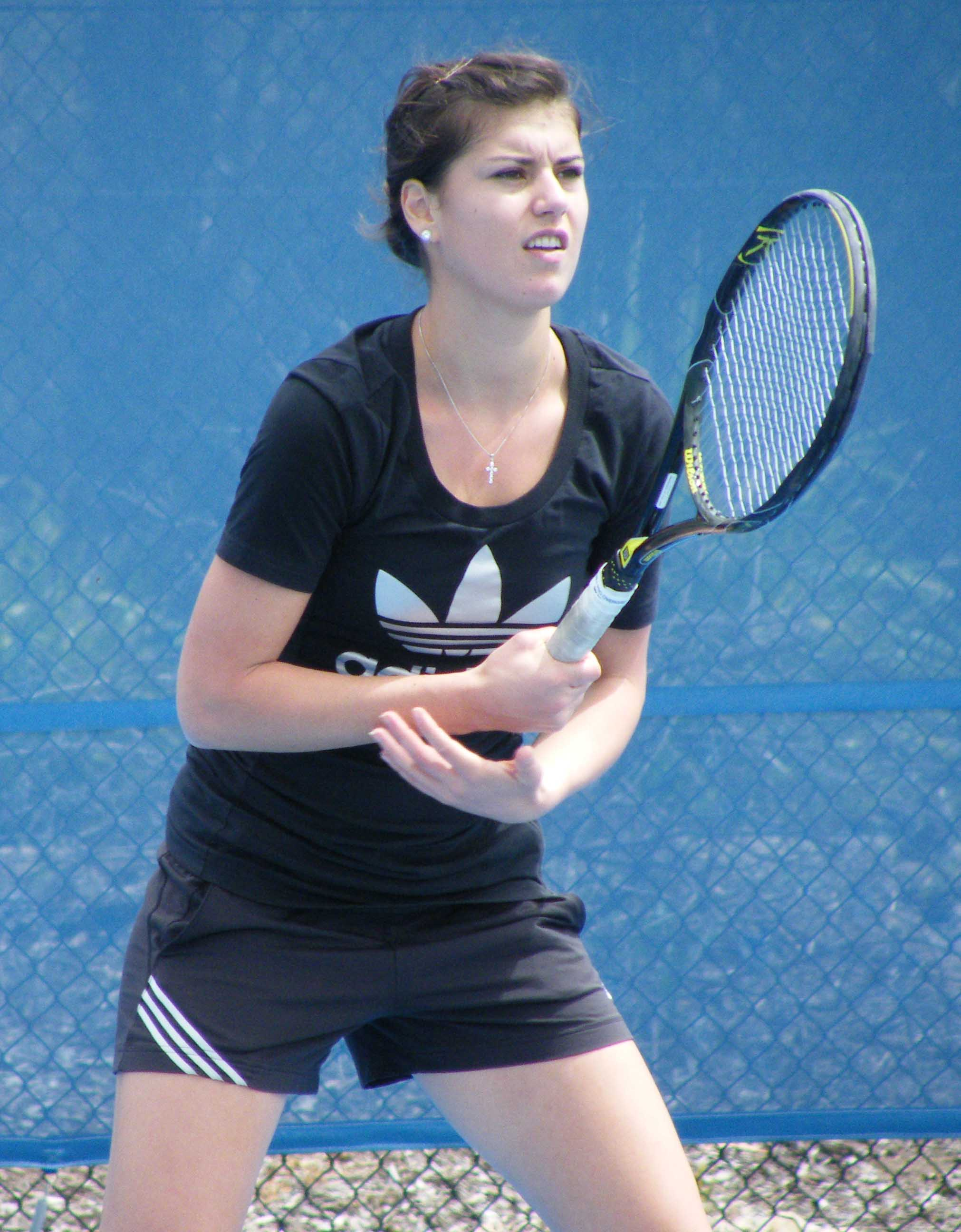
Сорана на тренировке в Австралии.

В апреле 2010 года на соревнованиях в Оэйраше Кырстя одержала сразу три победы и вышла в полуфинал. Далее выигранных матчей было не очень много и румынка опускалась всё ниже в рейтинге. На рубеже июля и августа дошла до четвертьфинальной стадии на соревнованиях WTA в Стамбуле и Копенгагене. Осенью Кырстя играла серию турниров ITF в Северной Америке. Финал на 50-тысячнике в Лас-Вегасе позволил сохранить по итогам года место в Top100 одиночного рейтинга. Сезон завершился досрочно в октябре в Люксембурге, когда Кырстя была вынуждена сняться с турнира из-за проблем со спиной. В парных соревнованиях удалось достичь трёх финалов. Выигран титул на соревнованиях WTA в Оэйраше.
В первой половине сезона-2011 в 17 матчах в хардовой части сезона были одержаны лишь 9 побед, большая часть из них пришлась либо на квалификации, либо на матчи с игроками, обладающих сопоставимым с Кырстей рейтингом. К началу апреля Кырстя выбыла из Top100. В мае выиграла титул на крупном соревновании ITF в Кань-сюр-Мер и вышла в третий круг на Ролан Гаррос, что позволило закрепиться в середине второй полусотни одиночного рейтинга. Затем Кырстя вновь начала проигрывать теннисисткам, находящимся вблизи и ниже неё в рейтинге. Несколько локальных побед (в том числе над Ксенией Первак в Цинциннати) позволили к Открытому чемпионату США сохранить место в Top100. Осень дошла до четвертьфинала в Ташкенте, а затем, в течение нескольких дней сменив грунтовые корты на хардовые, выиграла турнир во французском Сен-Мало, переиграв по дороге к титулу Лауру Поус-Тио и Сильвию Солер-Эспиносу. Позже был выигран 50-тысячник во французском Лиможе.
В парных соревнованиях путь Кырсти длительное время заканчивался после 1-2 круга. Первый раз две победы румынке удалось одержать на Уимблдоне, где она играла вместе с японкой Аюми Моритой. Следующий всплеск на парных турнирах произошёл накануне американского турнира Большого шлема — в Грейпвайне, где в паре с итальянкой Альбертой Брианти Сорана завоевала свой 4й титул WTA.
2012-2013

В начале года Кырстя дважды добиралась до третьего круга турниров WTA: сначала в Хобарте, а затем на Открытом чемпионате Австралии, были обыграны Бетани Маттек-Сандс и Саманта Стосур. Затем лишь на турнире в Таиланде вышла в полуфинал, на прочих соревнованиях Кырстя стабильно проигрывала в третьем круге. Грунтовый отрезок календаря вновь начался с полуфинала: Кырстя вышла в эту стадию на турнире в Барселоне. На пяти следующих турнирах она трижды уступала уже на старте, но одержала пару побед над игроками из Top20: в Мадриде была обыграна Марион Бартоли, а в Риме — Елена Янкович. На травяных турнирах Кырстя поначалу уступала уже в первых кругах, но на Уимблдоне выиграла два матча, в числе прочих обыграв Ли На, у которой за месяц до того — на Открытом чемпионате Франции — взяла лишь три гейма. На хардах Северной Америки вышла в полуфинал соревнований в Станфорде и четвертьфинал турнира в Грейпвайне. Осенью дошла дро полуфинала на турнире в Гуанчжоу, что, в сочетании с рядом единичных успехов на более крупных соревнованиях, вывело Кырстю по итогам года в Top30 одиночного рейтинга.
Начало сезона-2013 оказалось несколько смазанным из-за небольшого вирусного заболевания, но постепенно Кырстя начала показывать сравнительно хорошие стабильные результаты: на Открытый чемпионат Австралии она пробилась в третий круг, а пару недель спустя в Паттайе второй год подряд дошла до полуфинала.
В июле 2018 года Сорана Кырстя выступала на турнире Бухаресте, где смогла добраться до четвертьфинала, в котором уступила Анастасии Севастовой.
2019 год начался с четвертьфинала на турнире Шэньчжэне. В апреле Кырстя вместе с соотечественницей Кристиной-Андреей Миту выиграла парный титул турнира в Лугано, где в финале румынки обыграли пару Галина Воскобоева и Вероника Кудерметова. В мае Кырстя приняла участие на турнире в Нюрнберге и смогла там добраться до полуфинала.
На Открытом чемпионате США 2019 года проиграла во третьем раунде американке Тейлор Таунсенд в двух сетах.
2021

В апреле 2021 года Сорана Кырстя победила на турнире в Стамбуле, обыграв в финале Элизе Мертенс. Таким образом, Кырстя завоевала второй трофей WTA в своей одиночной карьере. Затем на турнире в Страсбурге добралась до финала, где проиграла Барбаре Крейчиковой. В июне дошла до четвёртого круга Ролан Гаррос, попутно обыграв таких соперниц, как Йоханна Конта и Дарья Касаткина. В начале июля Кырстя вышла в третий круг Уимблдона, обыграв во втором круге двенадцатую сеяную турнира Азаренко. Однако последовавшая травма не позволила в полной мере проявить себя в третьем круге, что повлекло за собой поражение от дебютантки турнира Эммы Радукану. Данная травма не позволила Соране Кырсте принять участие в Летней Олимпиаде в Токио.

#### 2022
Свой сезон 2022 года Кырстя начала на первом турнире Melbourne Summer Set 2. Посеянная пятой, она проиграла во втором круге Аманде Анисимовой. Посеянная девятой на Adelaide International 2, она проиграла в первом круге Ангелине Калининой. На Australian Open, она второй год подряд обыграла в первом круге 20-ю сеяную Петру Квитову. Затем она обыграла 10-ю сеяную Анастасию Павлюченкову в третьем круге и во второй раз в своей карьере вышла в четвёртый круг. В итоге она проиграла 7-й сеяной Иге Свёнтек в трех сетах.
Во втором раунде турнира St. Petersburg Trophy Кырстя проиграла второй сеяной Анетт Контавейт. В Дохе она выбыла из турнира во втором раунде, проиграв пятой сеяной и двукратной финалистке Гарбинье Мугуруса. Посеянная второй на Открытом чемпионате Лиона, она была выбита в полуфинале Даяной Ястремской. Посеянная 26-й на турнире Indian Wells Masters, она дошла до четвёртого раунда, где проиграла 24-й сеяной и чемпионке 2015 года Симоне Халеп. Посеянная 24-й на турнире Miami Open, она проиграла во втором раунде Шуай Чжан.
Свой сезон на грунтовых кортах Кырстя начала на Кубке Стамбула. Посеянная второй и защищающая титул чемпионки, она дошла до полуфинала, где проиграла третьей сеяной Веронике Кудерметовой. В Мадриде она проиграла в первом круге испанке Нурии Парризас Диас. На Открытом чемпионате Италии она проиграла в первом круге девятой сеяной Унс Джабир. Посеянная третьей и финалистка прошлогоднего турнира Internationaux de Strasbourg, она проиграла в первом круге Екатерине Макаровой в трех сетах. Посеянная 26-й на Открытом чемпионате Франции, она проиграла во втором круге финалистке 2018 года Слоан Стивенс.
Свой сезон на травяных кортах Кырстя начала на турнире Birmingham Classic. Посеянная шестой, она дошла до полуфинала, где проиграла восьмой сеяной Шуай Чжан. В Истборне она снялась с турнира во время матча первого круга против Ангелины Калининой из-за болезни. Посеянная 26-й на Уимблдоне, она проиграла во втором круге Татьяне Марии.
Посеянная четвёртой на Prague Open, Кырстя проиграла в первом круге Оксане Селехметьевой.
Свою подготовку к US Open Кырстя начала на Western & Southern Open в Цинциннати. В первом круге она победила 12-ю сеяную Белинду Бенчич. Во втором круге она проиграла Петре Квитовой.

#### 2023
Первая половина сезона 2023 получилась достаточно удачной для Сораны Кырсти. На турнире Indian Wells Masters она доходит до 1/4 финала, обыграв по ходу соревнования 5 сеяную Каролин Гарсию 6-4, 4-6, 7-5. В 1/4 финала Сорана проиграла Иге Свёнтек. Следующий турнир для Сораны Кырсти получился также успешным. На Miami Masters она добралась до полуфинала, проиграв будущей победительнице Петре Квитовой. При этом по пути турнира были обыграны две сеяные соперницы. Кырстя снова победила Каролин Гарсию, а в 1/4 финала была обыграна Арина Соболенко 6-4, 6-4. В начале мая Сорана Кырстя побеждает на грунтовом турнире Catalonia Open WTA 125, обыграв в финале американку Элизабет Мандлик 6-1, 4-6, 7-6.
На Открытом чемпионате США второй раз в карьере и впервые с 2009 года Сорана дошла до 1/4 финала турнира Большого шлема. В третьем круге румынка, которая была посеяна под 30-м номером, в трёх сетах обыграла 4-ю ракетку мира Елену Рыбакину, а затем победила 13-ю ракетку мира Белинду Бенчич в двух сетах (6-3 6-3). В четвертьфинале Кырстя уступила со счётом 0-6 3-6 10-й сеянной Каролине Муховой.

## Итоговое место в рейтинге WTA по годам
| Год  | Одиночный рейтинг | Парный рейтинг |
| 2024 | 70                | 1191           |
| 2023 | 26                | 1357           |
| 2022 | 38                | 532            |
| 2021 | 37                |                |
| 2020 | 86                | 207            |
| 2019 | 72                | 144            |
| 2018 | 86                | 95             |
| 2017 | 37                | 254            |
| 2016 | 81                |                |
| 2015 | 244               | 472            |
| 2014 | 93                | 136            |
| 2013 | 22                | 316            |
| 2012 | 27                | 226            |
| 2011 | 60                | 69             |
| 2010 | 95                | 87             |
| 2009 | 46                | 50             |
| 2008 | 37                | 46             |
| 2007 | 106               | 200            |
| 2006 | 348               | 292            |
| 2005 | 711               | 639            |
| 2004 | 893               | 659            |

## Выступления на турнирах

### Финалы турнировWTAв одиночном разряде (6)

#### Победы (2)
| Легенда: До 2009 года       | Легенда: С 2009 года          |
| --------------------------- | ----------------------------- |
| Турниры Большого шлема (0)* |                               |
| Олимпиада (0)               |                               |
| Итоговый турнир WTA (0)     |                               |
| 1-я категория (0)           | Premier Mandatory (0)         |
| 2-я категория (0)           | Premier 5 / WTA 1000 (0+1)    |
| 3-я категория (0+1)         | Premier / WTA 500 (0)         |
| 4-я категория (1+1)         | International / WTA 250 (1+3) |
| 5-я категория (0)           | International / WTA 250 (1+3) |

| Титулы по покрытиям | Титулы по месту проведения матчей турнира |
| ------------------- | ----------------------------------------- |
| Хард (1+2)*         | Зал (0+1)                                 |
| Грунт (1+4)         | Зал (0+1)                                 |
| Трава (0)           | Открытый воздух (2+5)                     |
| Ковёр (0)           | Открытый воздух (2+5)                     |

* количество побед в одиночном разряде + количество побед в парном разряде.
| №  | Дата           | Турнир              | Покрытие | Соперница в финале | Счёт           |
| 1. | 5 октября 2008 | Ташкент, Узбекистан | Хард     | Сабина Лисицки     | 2-6 6-4 7-6(4) |
| 2. | 25 апреля 2021 | Стамбул, Турция     | Грунт    | Элизе Мертенс      | 6-1 7-6(3)     |

#### Поражения (4)
| №  | Дата             | Турнир              | Покрытие | Соперница в финале | Счёт           |
| 1. | 29 апреля 2007   | Будапешт, Венгрия   | Грунт    | Хисела Дулко       | 7-6(2) 2-6 2-6 |
| 2. | 11 августа 2013  | Торонто, Канада     | Хард     | Серена Уильямс     | 2-6 0-6        |
| 3. | 28 сентября 2019 | Ташкент, Узбекистан | Хард     | Алисон ван Эйтванк | 2-6 6-4 4-6    |
| 4. | 29 мая 2021      | Страсбург, Франция  | Грунт    | Барбора Крейчикова | 3-6 3-6        |

### Финалы турнировWTA 125иITFв одиночном разряде (17)

#### Победы (10)
| Легенда:                    |
| --------------------------- |
| WTA 125 (1)*                |
| 100.000 USD (3+1)*          |
| 80.000 (75.000)** USD (0)   |
| 60.000 (50.000)** USD (1)   |
| 25.000 USD (2+2)            |
| 15.000 (10.000)** USD (3+5) |

* призовой фонд до 2017 года
| Титулы по покрытиям | Титулы по месту проведения матчей турнира |
| ------------------- | ----------------------------------------- |
| Хард (5+4)*         | Зал (1)                                   |
| Грунт (5+5)         | Зал (1)                                   |
| Трава (0)           | Открытый воздух (9+9)                     |
| Ковёр (0)           | Открытый воздух (9+9)                     |

* количество побед в одиночном разряде + количество побед в парном разряде.
| №   | Дата             | Турнир                  | Покрытие   | Соперница в финале     | Счёт           |
| 1.  | 30 октября 2005  | Порту-Санту, Португалия | Хард       | Паулин Вонг            | 6-2 7-6(3)     |
| 2.  | 19 февраля 2006  | Албуфейра, Португалия   | Хард       | Хайенн Эвейк           | 6-0 7-5        |
| 3.  | 14 мая 2006      | Бухарест, Румыния       | Грунт      | Симона-Юлия Матей      | 6-2 2-6 7-5    |
| 4.  | 5 августа 2007   | Бухарест, Румыния       | Грунт      | Александра Дулгеру     | 6-4 6-3        |
| 5.  | 8 мая 2011       | Кань-сюр-Мер, Франция   | Грунт      | Полин Пармантье        | 6-7(5) 6-2 6-2 |
| 6.  | 25 сентября 2011 | Сен-Мало, Франция       | Грунт      | Сильвия Солер Эспиноса | 6-2 6-2        |
| 7.  | 23 октября 2011  | Лимож, Франция          | Хард (зал) | София Арвидссон        | 6-2 6-2        |
| 8.  | 31 января 2016   | Бертиога, Бразилия      | Хард       | Каталина Пелья         | 6-1 6-7(4) 6-3 |
| 9.  | 13 декабря 2020  | Дубай, ОАЭ              | Хард       | Катерина Синякова      | 4-6 6-3 6-3    |
| 10. | 7 мая 2023       | Реус, Испания           | Грунт      | Элизабет Мандлик       | 6-1 4-6 7-6(1) |

#### Поражения (7)
| №  | Дата             | Турнир            | Покрытие   | Соперница в финале   | Счёт           |
| 1. | 7 мая 2006       | Бухарест, Румыния | Грунт      | Йоана-Ралука Олару   | 6-1 4-6 1-6    |
| 2. | 11 ноября 2007   | Минск, Беларусь   | Хард (зал) | Евгения Родина       | 1-6 1-6        |
| 3. | 11 мая 2008      | Бухарест, Румыния | Грунт      | Петра Цетковская     | 6-7(5) 6-7(3)  |
| 4. | 6 июля 2008      | Кунео, Италия     | Грунт      | Татьяна Гарбин       | 3-6 1-6        |
| 5. | 14 сентября 2008 | Афины, Греция     | Грунт      | Лурдес Домингес Лино | 4-6 4-6        |
| 6. | 4 октября 2010   | Лас-Вегас, США    | Хард       | Варвара Лепченко     | 2-6 2-6        |
| 7. | 24 января 2016   | Гуаружа, Бразилия | Хард       | Монсеррат Гонсалес   | 6-1 6-7(5) 2-6 |

### Финалы турнировWTAв парном разряде (11)

#### Победы (6)
| №  | Дата            | Турнир             | Покрытие   | Партнёрша               | Соперницы в финале                     | Счёт                |
| 1. | 4 мая 2008      | Фес, Марокко       | Грунт      | Анастасия Павлюченкова  | Алиса Клейбанова Екатерина Макарова    | 6-2 6-2             |
| 2. | 26 октября 2008 | Люксембург         | Хард (зал) | Марина Эракович         | Вера Душевина Мария Корытцева          | 2-6 6-3 [10-8]      |
| 3. | 8 мая 2010      | Оэйраш, Португалия | Грунт      | Анабель Медина Гарригес | Орели Веди Виталия Дьяченко            | 6-1 7-5             |
| 4. | 27 августа 2011 | Грейпвайн, США     | Хард       | Альберта Брианти        | Ализе Корне Полин Пармантье            | 7-5 6-3             |
| 5. | 14 апреля 2019  | Лугано, Швейцария  | Грунт      | Кристина-Андрея Миту    | Галина Воскобоева Вероника Кудерметова | 1-6 6-2 [10-8]      |
| 6. | 4 мая 2025      | Мадрид, Испания    | Грунт      | Анна Калинская          | Вероника Кудерметова Элизе Мертенс     | 6-7(10) 6-2 [12-10] |

#### Поражения (5)
| №  | Дата            | Турнир             | Покрытие | Партнёрша               | Соперницы в финале                                | Счёт              |
| 1. | 23 августа 2008 | Нью-Хейвен, США    | Хард     | Моника Никулеску        | Квета Пешке Лиза Реймонд                          | 6-4 5-7 [7-10]    |
| 2. | 19 апреля 2009  | Барселона, Испания | Грунт    | Андрея Клепач           | Нурия Льягостера Вивес Мария Хосе Мартинес Санчес | 6-3 2-6 [8-10]    |
| 3. | 2 мая 2009      | Фес, Марокко       | Грунт    | Мария Кириленко         | Алиса Клейбанова Екатерина Макарова               | 3-6 6-2 [8-10]    |
| 4. | 11 июля 2010    | Будапешт, Венгрия  | Грунт    | Анабель Медина Гарригес | Тимея Бачински Татьяна Гарбин                     | 3-6 3-6           |
| 5. | 12 октября 2014 | Тяньцзинь, Китай   | Хард     | Андрея Клепач           | Алла Кудрявцева Анастасия Родионова               | 7-6(6) 2-6 [8-10] |

### Финалы турнировITFв парном разряде (16)

#### Победы (9)
| №  | Дата             | Турнир                               | Покрытие | Партнёрша          | Соперницы в финале                   | Счёт           |
| 1. | 29 августа 2004  | Тимишоара, Румыния                   | Грунт    | Габриэла Никулеску | Ленора Лазарою Йоана-Ралука Олару    | 6-1 2-6 6-2    |
| 2. | 5 сентября 2004  | Арад, Румыния                        | Грунт    | Габриэла Никулеску | Сандра Заглавова Евгения Савранская  | 6-2 6-2        |
| 3. | 16 октября 2005  | Порту-Санту, Португалия              | Хард     | Александра Орасану | Надя Рома Диана Эрикссон             | 5-7 7-5 6-4    |
| 4. | 23 октября 2005  | Порту-Санту, Португалия              | Хард     | Александра Орасану | Имке Кусген Ханна Кюрверс            | 6-7(2) 6-4 6-0 |
| 5. | 7 мая 2006       | Бухарест, Румыния                    | Грунт    | Габриэла Никулеску | Симона-Юлия Матей Йоана-Ралука Олару | 6-4 0-6 7-6(3) |
| 6. | 24 сентября 2006 | Мадрид, Испания                      | Хард     | Кэти О`Брайен      | Селин Каттанео Гаэль Видмер          | 6-4 6-4        |
| 7. | 17 марта 2007    | Лас-Пальмас-де-Гран-Канария, Испания | Хард     | Мэдэлина Гожня     | Клер Каррен Мелани Саут              | 4-6 7-6(5) 6-4 |
| 8. | 3 августа 2007   | Бухарест, Румыния                    | Грунт    | Агнеш Сатмари      | Михаэла Бузарнеску Моника Никулеску  | Без игры       |
| 9. | 14 сентября 2008 | Афины, Греция                        | Грунт    | Галина Воскобоева  | Кристина Барруа Юлия Шруфф           | 6-2 6-4        |

#### Поражения (7)
| №  | Дата            | Турнир                | Покрытие   | Партнёрша             | Соперницы в финале                          | Счёт           |
| 1. | 7 августа 2005  | Бухарест, Румыния     | Хард       | Бьянка-Иоана Бонифате | Корина-Клаудия Кордуняну Йоана-Ралука Олару | 1-6 1-6        |
| 2. | 19 февраля 2006 | Албуфейра, Португалия | Хард       | Полона Ребершак       | Эмили Баке Хайенн Эвейк                     | 4-6 4-6        |
| 3. | 12 мая 2006     | Бухарест, Румыния     | Грунт      | Диана Энаке           | Габриэла Никулеску Моника Никулеску         | 3-6 0-6        |
| 4. | 29 октября 2006 | Стамбул, Турция       | Хард (зал) | Кэти О`Брайен         | Ипек Шеноглу Мервана Югич-Салкич            | Без игры       |
| 5. | 16 февраля 2007 | Стокгольм, Швеция     | Хард (зал) | Мелани Саут           | Даница Крстаич Ольга Панова                 | 2-6 6-0 2-6    |
| 6. | 11 мая 2008     | Бухарест, Румыния     | Грунт      | Агнеш Сатмари         | Петра Цетковская Гана Шромова               | 4-6 5-7        |
| 7. | 2 июля 2010     | Кунео, Италия         | Грунт      | Андрея Клепач         | Ева Бирнерова Луция Градецкая               | 6-3 4-6 [8-10] |

## История выступлений на турнирах
По состоянию на 19 мая 2025 года
Для того, чтобы предотвратить неразбериху и удваивание счета, информация в этой таблице корректируется только по окончании турнира или по окончании участия там данного игрока.
| Турнир                       | 2007  | 2008  | 2009  | 2010  | 2011  | 2012  | 2013  | 2014  | 2015  | 2016  | 2017  | 2018  | 2019  | 2020  | 2021  | 2022  | 2023  | 2024  | 2025  | Итог   | В/П за карьеру |
| ---------------------------- | ----- | ----- | ----- | ----- | ----- | ----- | ----- | ----- | ----- | ----- | ----- | ----- | ----- | ----- | ----- | ----- | ----- | ----- | ----- | ------ | -------------- |
| Турниры Большого шлема       |       |       |       |       |       |       |       |       |       |       |       |       |       |       |       |       |       |       |       |        |                |
| Открытый чемпионат Австралии | -     | 1Р    | 1Р    | 2Р    | 2Р    | 3Р    | 3Р    | 1Р    | 1Р    | -     | 4Р    | 2Р    | 1Р    | 2Р    | 3Р    | 4Р    | 1Р    | 1Р    | 1Р    | 0 / 17 | 16-17          |
| Открытый чемпионат Франции   | -     | 2Р    | 1/4   | 1Р    | 3Р    | 1Р    | 3Р    | 3Р    | К     | 1Р    | 2Р    | 1Р    | 2Р    | 1Р    | 4Р    | 2Р    | 1Р    | 1Р    |       | 0 / 16 | 17-16          |
| Уимблдонский турнир          | К     | 2Р    | 3Р    | 1Р    | 1Р    | 3Р    | 2Р    | 1Р    | К     | 1Р    | 3Р    | 2Р    | 1Р    | НП    | 3Р    | 2Р    | 3Р    | 1Р    |       | 0 / 15 | 14-15          |
| Открытый чемпионат США       | К     | 2Р    | 3Р    | 1Р    | 1Р    | 2Р    | 2Р    | 2Р    | К     | 1Р    | 2Р    | 2Р    | 3Р    | 3Р    | 2Р    | 2Р    | 1/4   | -     |       | 0 / 15 | 18-15          |
| Итог                         | 0 / 0 | 0 / 4 | 0 / 4 | 0 / 4 | 0 / 4 | 0 / 4 | 0 / 4 | 0 / 4 | 0 / 1 | 0 / 3 | 0 / 4 | 0 / 4 | 0 / 4 | 0 / 3 | 0 / 4 | 0 / 4 | 0 / 4 | 0 / 3 | 0 / 1 | 0 / 63 |                |
| В/П в сезоне                 | 0-0   | 3-4   | 8-4   | 1-4   | 3-4   | 5-4   | 6-4   | 3-4   | 0-1   | 0-3   | 7-4   | 3-4   | 3-4   | 3-3   | 8-4   | 6-4   | 6-4   | 0-3   | 0-1   |        | 65-63          |

К — проигрыш в квалификационном турнире.
| Турнир                       | 2008  | 2009  | 2010  | 2011  | 2012  | 2013  | 2014  | 2017  | 2018  | 2019  | 2024  | Итог   | В/П за карьеру |
| ---------------------------- | ----- | ----- | ----- | ----- | ----- | ----- | ----- | ----- | ----- | ----- | ----- | ------ | -------------- |
| Турниры Большого шлема       |       |       |       |       |       |       |       |       |       |       |       |        |                |
| Открытый чемпионат Австралии | -     | 2Р    | 1Р    | 2Р    | 1Р    | 1Р    | 1Р    | 1Р    | 3Р    | 2Р    | 1Р    | 0 / 10 | 5-10           |
| Открытый чемпионат Франции   | 3Р    | 1Р    | 1Р    | 1Р    | 1Р    | 2Р    | 1Р    | 1Р    | 3Р    | -     | -     | 0 / 9  | 5-9            |
| Уимблдонский турнир          | 2Р    | 2Р    | -     | 3Р    | 3Р    | 1Р    | -     | -     | 1Р    | 2Р    | -     | 0 / 7  | 5-7            |
| Открытый чемпионат США       | 2Р    | 3Р    | 2Р    | 2Р    | 1Р    | 1Р    | 2Р    | 3Р    | 1Р    | -     | -     | 0 / 9  | 8-9            |
| Итог                         | 0 / 3 | 0 / 4 | 0 / 3 | 0 / 4 | 0 / 4 | 0 / 4 | 0 / 3 | 0 / 3 | 0 / 4 | 0 / 2 | 0 / 1 | 0 / 35 |                |
| В/П в сезоне                 | 4-3   | 4-4   | 1-3   | 4-4   | 0-4   | 1-4   | 1-3   | 2-3   | 2-4   | 2-2   | 0-1   |        | 21-35          |